# Scopifera poasalis
Scopifera poasalis är en fjärilsart som beskrevs av William Schaus 1913. Scopifera poasalis ingår i släktet Scopifera och familjen nattflyn. Inga underarter finns listade.